# Сурва (фестивал)
Сурва (буг. cурва) је међународни фестивал маскенбалских игара из регије Перник у Бугарској, који се одржава сваке године 13. и 14. јануара у част Нове године по старом календару.
Овај фестивал је 2015. године уврштен на Унескову листу нематеријалног културног наслеђа света.

## О фестивалу
Фестивал организује општина Перник од 1966. године. Од 1985. године фестивал има статус међународног. Перник је од 1995. године примљен за члана Европске федерације карневалских градова. Од 2008. године Међународни фестивал маскенбала се одржава сваке године у последњу суботу и недељу јануара.
Његов најатрактивнији део је дводневна поворка маскираних група из земље и иностранства. У центру и дуж градских улица, учесници се такмиче да покажу живописност својих игара и своје јединствене маске и костиме. Мушкарци у застрашујућим маскама демона са увијеним роговима, дугим носевима и истуреним зубима, њишу се напред-назад. Њихов плес на улицама Перника прати хаотичан звук звона која носе око појаса.
На фестивалском такмичењу учествује више од 5.000 људи у више од 90 маскенбалских група из свих етнографских региона Бугарске, као и гости из Европе, Азије и Африке. На првом фестивалу 1966. године, учествовало је 800 људи из свих региона града Перника. Фестивал прати низ догађаја - представе, представе и базари.

## Традиција
Срж прославе је популарни маскенбал који се изводи у селима широм региона. Маскирани ритуали потичу из старих незнабожачких времена и још увек су живи у бугарској фолклорној традицији. Према традицији, учесници стављају застрашујуће маске и костиме да би одагнали зле силе.
Готово свако село у региону има своју карневалску групу, често са преко педесет учесника. Иако постоје неке локалне алтернативе, ове маскиране групе називају се Сурвакари.
Прве ноћи Сурвакари, које се састоје од мушкараца, жена и деце, облаче посебно припремљене маске и костиме и крећу се према центру села где пале ватре и шале се и играју са публиком која их посматра. Неки од учесника имају посебне улоге, као што су вођа, младенци, свештеник и медвед.
Рано наредног јутра окупљају се и шетају селом, иду у посету свакој кући у селу, где се ритуално венчавају млади парови, док медвед за добро здравље „гребе“ људе. Домаћини очекују њихов долазак уз ритуални оброк и поклоне. После народне гозбе Сурвакари деле добијене поклоне, често донирајући прикупљена средства сирочади и сиромашним људима. 

Костими могу бити од крзна или платна. Маске су главе необичних бића са застрашујућим лицима, која имају разјапљене чељусти, рогове, репове или кљунове. Сложене декорација од перја ослањају се на дрвене оквире. У региону Перника маске се обично праве од крзна коза и оваца, перја живине, рогова, лишћа кукуруза и конопље. 
Учесници праве своје маске сами или уз помоћ сеоских занатлија. Процес је компликован до те мере да је сам по себи ритуал.

## Значај
Маскенбала привлачи младе људе и подиже им самопоштовање као настављача традиције. Читаве породице се током године баве прикупљањем материјала за маске, а одрасли уче младе и децу како да праве препознатљиве маске и костиме.